# Kinderup (Børglum-Furreby Sogn)
 For alternative betydninger, se Kinderup. (Se også artikler, som begynder med Kinderup)
Kinderup var en landsby i Børglum-Furreby-Vejby Sogn, der lå vest for Furreby. Landsbyen forsvandt i havet i en eller flere storme i tiden op til 1638. Dette falder tidsmæssigt sammen med den anden store manddrukning. Præsten i Rubjerg-Mårup Sogn berettede også i 1638, at "et stort, højt bjerg" kaldet Rubjerg Knude for længe siden faldt i havet. Den nuværende Rubjerg Knude er altså kun en rest af en meget større pynt. Efterårsstormene i årene forud herfor fjernede således både en landsby og størstedelen af Rubjerg Knude og må have været ganske ødelæggende for lokalområdet.
Det formodes, at der mellem landsbyen Kinderup og det nuværende Furreby var en mindre fyrretræsskov. Denne er nu også for længst forsvundet i havet, således at Furreby ligger umiddelbart ud til kysten i vore dage. Rester af disse gamle fyrretræer kommer til tider til syne i Blånæs, der er Furrebys nuværende naturlige bastion mod Vesterhavet.
Man ved ikke meget andet om den nu forsvundne by Kinderup ud over, at den formodentlig bestod af relativt få gårde. Dette er dog i sig selv interessant, idet dette tyder på, at der i den tidlige middelalder har været dyrkningsværdig jord vest for fyrreskoven ved Furreby, og således må havets indhug i kysten være foregået relativt hurtigt i årene omkring det 16. århundrede.